# 聖克里斯托瓦爾區 (盧亞省)
6°39′S 77°48′W / 6.650°S 77.800°W
聖克里斯托瓦爾區（西班牙語：Distrito de San Cristóbal），是秘魯的一個區，位於該國北部亞馬遜大區的盧亞省，始建於1944年12月30日，面積33.4平方公里，海拔高度2,600米，2005年人口744，人口密度每平方公里22人。